# Marina delle torri
La Marina delle torri è un dipinto a olio su tela (106x127 cm) di Salvator Rosa, databile al 1645-1648 circa e conservato nella Galleria Palatina a Firenze. Fa pendant con la Paesaggio con ponte rotto dello stesso autore. 

## Storia
L'opera fa parte della serie di lavori eseguiti per committenti privati, non legati alla famiglia Medici, durante il soggiorno fiorentino del pittore (1640-1648). In particolare venne dipinta per il letterato e filosofo Giovanni Battista Ricciardi, amico fraterno dell'artista col quale condivise la partecipazione all'Accademia dei Percossi, restando in contatto anche dopo la partenza del pittore dalla Toscana. All'estinzione dei Ricciardi, la tela era passata al pittore aretino Felice Acciai, che la vendette a Ferdinando III di Lorena nel 1820.
La datazione all'ultima parte del periodo fiorentino è legata ad elementi deduttivi (come lo stemma mediceo in rovina nel pendant del paesaggio con ponte rotto) e stilistici, poiché in questi paesaggio il Rosa dimostra di essersi ormai affrancato dai primi modelli studiati nelle collezioni medicee (Paul Bril, Agostino Tassi, Filippo Napoletano), virando verso un'impostazione più lirica e classicheggiante, che lo pone come un precursore dello stile romantico. Le figure umane non evocano più il pittoresco o il grottesco dei Bamboccianti, ma sono dei piccoli e inermi spettatori di una natura incombente e sublime.
Esistono copie del dipinto e del suo pendant, probabilmente autografe (almeno il Ponte, più dubbiosa la Marina), nelle collezioni di Corsham Court in Inghilterra, provenienti dalle collezioni Capponi.

## Descrizione e stile

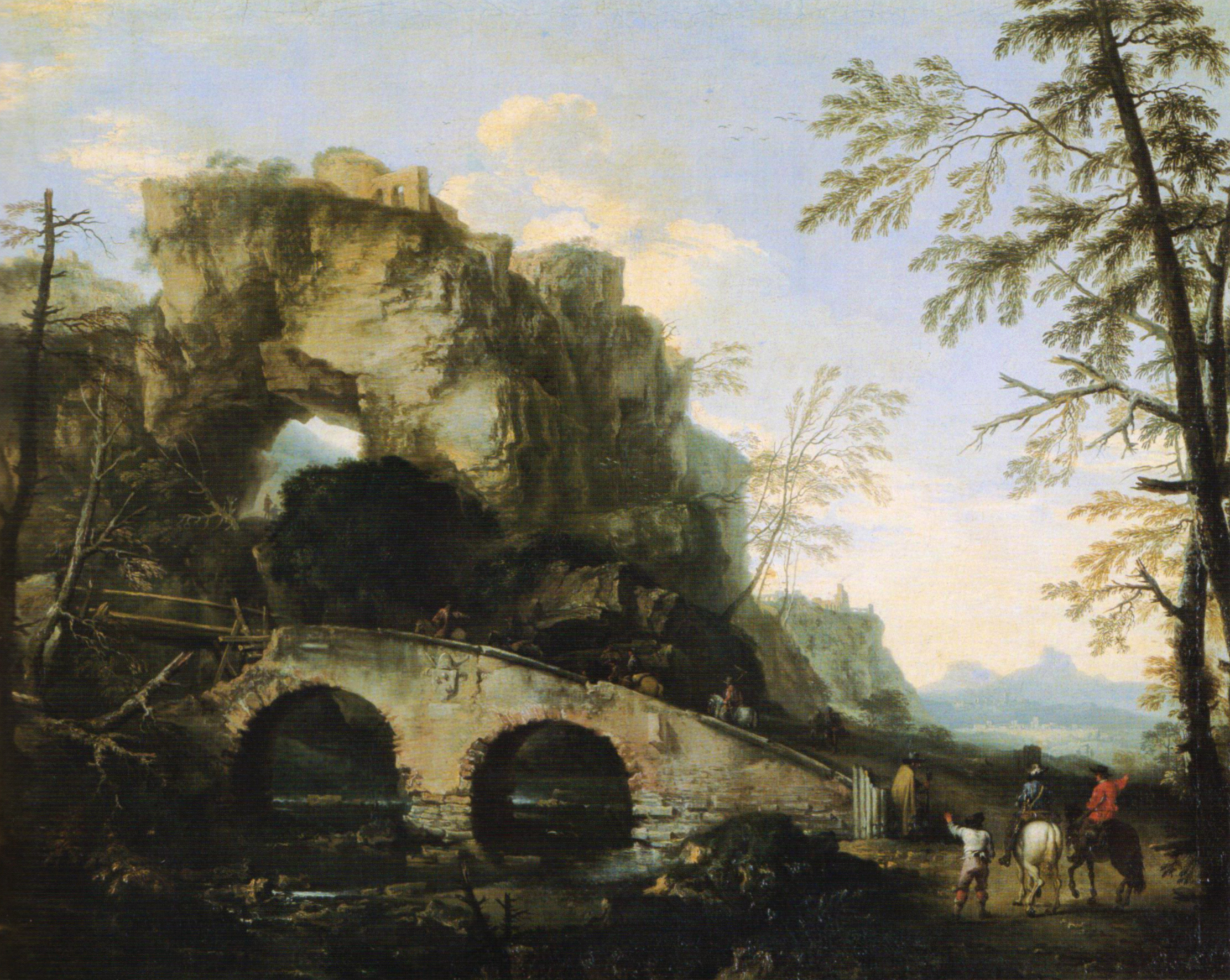
Paesaggio con ponte rotto, Galleria Palatina

Dopo il successo delle Marine eseguite per Giovan Carlo de' Medici (Marina del faro e Marina del porto) all'inizio del suo soggiorno fiorentino (1640-1648), il Rosa riprese questo soggetto in tele di varie dimensioni per altri committenti.
L'opera in questione mostra alcune caratteristiche tipiche del comporre i soggetti del Rosa, come la disposizione degli oggetti lungo una diagonale, la contrapposizione tra elementi in ombra e penombra che si stagliano sul cielo terso e gli elementi distanti chiarissimi che sfumano in lontananza, la presenza di figure umane, piccole e impotenti, solo nella parte inferiore e in primo piano, gli elementi vegetali che con la loro forma bilanciano la scena e danno un'intonazione rustica e "romantica" ante litteram.
Su un'insenatura o un estuario di un fiume alcune navi stanno ormeggiate sulla sinistra e al centro. Precisa è la descrizione dei loro elementi, del sartiame e dei loro equipaggi, come il pittore ebbe modo di studiare direttamente in un suo soggiorno al porto di Livorno. La metà destra è dominata da una torre in rovina, collegata inferiormente tramite cavalcavia a un edificio circolare classicheggiante, con colonne scanalate sul perimetro, ornate da capitelli ionici.